# Jerome Verhaeghe
Jerome Verhaeghe (Montiers-sur-Oise (Frankrijk), 14 januari 1923 - Leuven, 5 juni 2010) was een Belgische televisiemaker die mee aan de wieg stond van televisie in Vlaanderen, en van de VRT.
Verhaeghe werkte in 1953 mee aan het allereerste televisiejournaal in Vlaanderen.
Tevens richtte hij binnen de toenmalige BRT een productiecel voor wetenschapsprogramma's op.
In 1983 werd Verhaeghe directeur van klassieke radiozender BRT3, voorloper van het huidige Klara. Hij wist het luisterpubliek van BRT3 aanzienlijk uit te breiden. In 1988 ging hij met pensioen na een carrière van 35 jaar bij de BRT.